# Bisbat de Tursi-Lagonegro

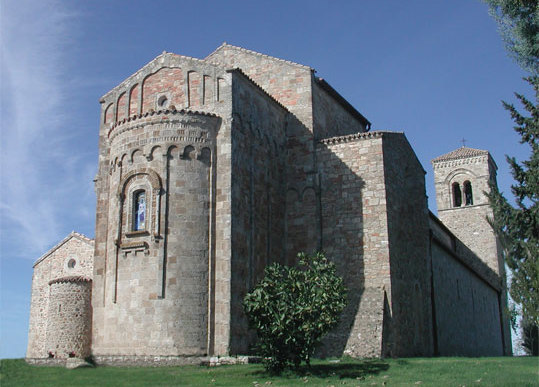
Santuari de Santa Maria Regina d'Anglona.

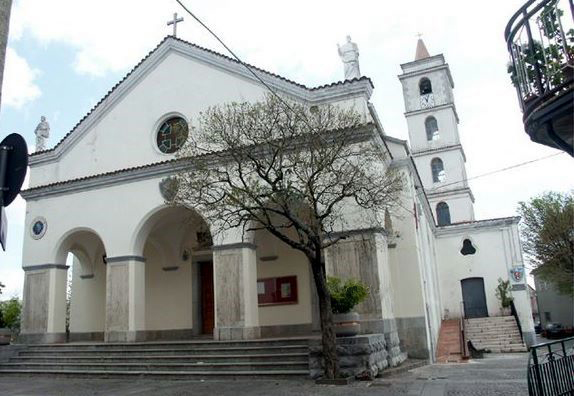
La basílica de Sant Egidi Abat a Latronico.

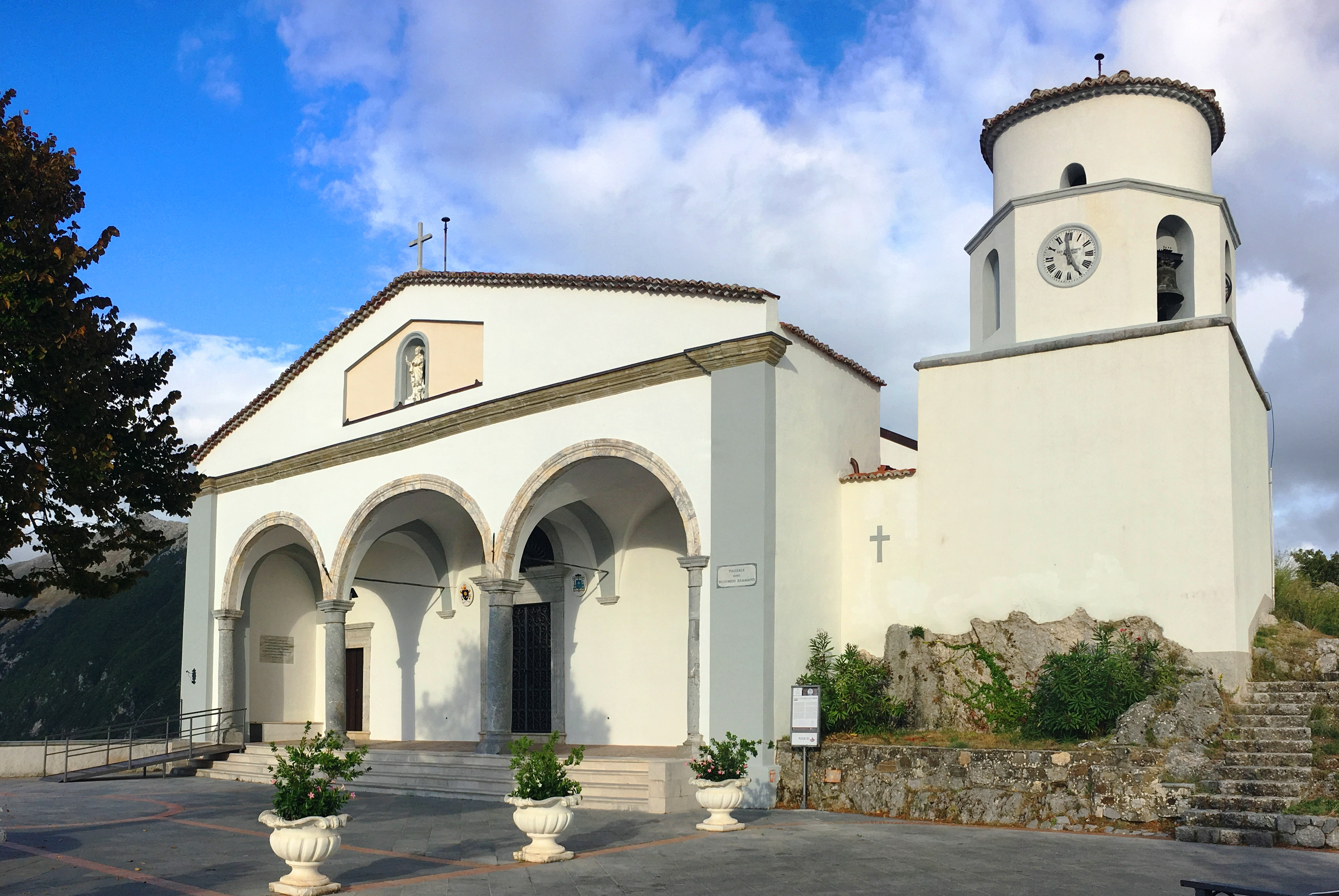
La basílica de San Biagio a Maratea.

El bisbat de Tursi-Lagonegro (italià: diocesi di Tursi-Lagonegro; llatí: Dioecesis Tursiensis-Lacunerulonensis) és una seu de l'Església catòlica, sufragània de l'arquebisbat de Potenza-Muro Lucano-Marsico Nuovo, que pertany a la regió eclesiàstica Basilicata. El 2010 tenia 124.942 batejats d'un total 125.942 habitants. Actualment està regida pel bisbe Francescantonio Nolè, O.F.M.Conv.

## Territori
La diòcesi comprèn els següents municipis:
- a la província de Matera: Tursi, Colobraro, Nova Siri, Policoro, Rotondella, San Giorgio Lucano i Valsinni;
- a la província de Potenza: Lagonegro, Calvera, Carbone, Castelluccio Inferiore, Castelluccio Superiore, Castelsaraceno, Castronuovo di Sant'Andrea, Cersosimo, Chiaromonte, Episcopia, Fardella, Francavilla in Sinni, Latronico, Lauria, Maratea, Moliterno, Nemoli, Noepoli, Rivello, Roccanova, Rotonda, San Chirico Raparo, San Martino d'Agri, San Severino Lucano, Sant'Arcangelo, Sarconi, Senise, Spinoso, Teana, Terranova di Pollino, Trecchina i Viggianello.

La seu episcopal és la ciutat de Tursi, on es troba la catedral de l'Annunziata. A Lagonegro es troba la cocatedral de San Nicola.
El territori s'estén sobre 2.509 km², i està dividit en 71 parròquies.

## Cronologia episcopal
La següent és la cronologia dels bisbes de la diòcesi d'Anglona (968-1545), d'Anglona-Tursi (1545-1975) i de Tursi-Lagonegro (des 1976 fins al present):

### Bisbes d'Anglona
- Michele † (1050 - ?)
- Ignoto † (1059 - ?)
- Enghelberto † (1065 - ?)
- Inghilberto † (1068 - ?)
- Simeone † (citat el 1077)
- Leone † (1102 - ?)
- Pietro † (1110 - ?)
- Giovanni † (inicis de 1123 - finals de 1139)
- Guglielmo † (citat el 1167)
- Riccardo † (1172 - ?)
- Guglielmo † (1177 - ?)
- Roboano † (citat el 1179)
- Guglielmo † (1192 - ?)
- Ignoto † (1202 - ?)
- Pietro † (inicis de 1216 - 1219 deposat)[3]
- Nicola (o Guglielmo) † (20 de desembre de 1221 - ? renuncià)
- Roberto, O.Cist. † (1241 - vers 1253 mort)
- Diodato, O.F.M. † (1254 - 1254 mort)
- Giovanni Montefuscolo † (1254 - 1259 nomenat bisbe de Nola)
- Leonardo, O.Cist. † (citat el 1269)
- Gualtiero † (? - 22 de juny de 1299 nomenat arquebisbe de Tàrent)
- Marco † (inicis de 1302 - finals de 1320)
- Silvestro da Matera † (1322 - ?)
- Angiolo † (1324 - ?)
- Francesco della Marra † (vers 1325 - 25 de maig de 1330 nomenat arquebisbe de Cosenza)
- Guglielmo † (25 de maig de 1330 - ? mort)
- Giovanni † (16 de desembre de 1332 - ?)
- Riccardo † (29 de maig de 1344 - ? mort)
- Filippo † (11 d'agost de 1363 - 1364 mort)
- Filippo † (16 de desembre de 1364 - finals de 1395 mort)
- Giacomo † (17 de maig de 1399 - 28 d'abril de 1400 nomenat bisbe de Strongoli)
- Ruggiero de Marescolis † (28 d'abril de 1400 - ? mort)[4]
- Giovanni Caracciolo † (19 de març de 1418 - 1439 mort)
- Giacomo Casciano † (2 d'octubre de 1439 - ? mort)
- Ludovico Fenollet † (5 de novembre de 1466 - 13 de febrer de 1467 nomenat arquebisbe de Càller)
- Louis Fenollet † (27 de gener de 1468 - 14 de setembre de 1471 nomenat arquebisbe de Nicosia) (per segon cop)
- Giacomo Fiascone † (24 d'abril de 1472 - 1500 mort)
- Giacomo di Capua † (1500 - 12 de novembre de 1507 renuncià)[5]
- Fabrizio di Capua † (12 de novembre de 1507 - vers 1510 renuncià)
- Giovanni Antonio Scozio † (24 d'abril de 1510 - 1528 mort)
  - Gian Vincenzo Carafa † (31 d'agost de 1528 - 6 de setembre de 1536 renuncià) (administrador apostòlic)
  - Pietro Paolo Parisio † (de setembre de 1528 - 11 de gener de 1538 nomenat bisbe de Nusco)[6]
- Oliviero Carafa † (6 de setembre de 1536 - 1542 renuncià)
  - Guido Ascanio Sforza † (24 de novembre de 1542 - 20 de desembre de 1542 renuncià) (administrador apostòlic)

### Bisbes d'Anglona-Tursi
- Berardino Elvino † (20 de desembre de 1542 - 11 de juliol de 1548 mort)
- Giulio De Grandis † (27 de juliol de 1548 - 1560 renuncià)
- Giovanni Paolo Amanio † (5 d'abril de 1560 - 1580 mort)
- Nicolò Grana † (1580 - 1595 mort)
- Ascanio Giacobazio † (10 d'abril de 1595 - 1609 renuncià)
- Bernardo Giustiniano † (15 de juny de 1609 - vers 1616 mort)
- Innico Siscara † (19 de desembre de 1616 - 1619 mort)
- Alfonso Gigliolo † (17 de juny de 1619 - 24 de març de 1630)
- Giovanni Battista Deto † (9 de setembre de 1630 - d'agost de 1631 mort)
- Alessandro Deto † (26 d'abril de 1632 - gener de 1637 mort)
- Marco Antonio Coccini † (15 de gener de 1638 - 19 de febrer de 1646 nomenat bisbe d'Imola)
- Flavio Galletti, O.S.B.Vall. † (16 de juliol de 1646 - 26 de novembre de 1653 mort)
- Francesco Antonio De Luca † (1 de juny de 1654 - 7 de febrer de 1667 nomenat arquebisbe titular de Nazareth)
- Matteo Cosentino † (3 d'octubre de 1667 - 8 d'abril de 1702 mort)
- Domenico Sabbatino † (20 de novembre de 1702 - setembre de 1721 mort)
- Ettore Quarti † (1 de desembre de 1721 - 17 de novembre de 1734 nomenat bisbe de Caserta)
- Giulio Capece Scondito † (26 de gener de 1737 - 30 d'octubre de 1762 mort)
- Giovanni Pignatelli † (24 de gener de 1763 - 24 de juliol de 1778 renuncià)
- Salvatore Vecchioni, C.O. † (14 de desembre de 1778 - 28 d'octubre de 1818 mort)
- Arcangelo Gabriele Cela † (17 de desembre de 1819 - 25 de setembre de 1822 mort)
- Giuseppe Saverio Poli † (20 de desembre de 1824 - 29 de juny de 1836 renuncià)
- Antonio Cinque † (19 de maig de 1837 - 28 de novembre de 1841 mort)
- Gaetano Tigani † (22 de juliol de 1842 - 2 de setembre de 1847 mort)
- Gennaro Acciardi † (20 d'abril de 1849 - 14 de març de 1883 mort)
- Rocco Leonasi † (14 de març de 1883 - 30 d'abril de 1893 mort)
- Serafino Angelini † (12 de juny de 1893 - 30 de novembre de 1896 nomenat bisbe d'Avellino)
- Carmelo Pujia † (9 de gener de 1898 - 30 d'octubre de 1905 nomenat arquebisbe de Santa Severina)
- Ildefonso Vincenzo Pisani, C.R.L. † (5 de febrer de 1908 - 3 de gener de 1912 nomenat bisbe titular de Tebe di Tebaide)
- Giovanni Pulvirenti † (27 de novembre de 1911 - 19 d'agost de 1922 nomenat bisbe de Cefalù)
- Ludovico Cattaneo, O.M.I. † (15 de setembre de 1923 - 6 de juliol de 1928 nomenat bisbe d'Ascoli Piceno)
- Domenico Petroni † (29 de juliol de 1930 - 1 d'abril de 1935 nomenat bisbe de Melfi-Rapolla)
- Lorenzo Giacomo Inglese, O.F.M.Cap. † (5 de maig de 1935 - 12 de setembre de 1945 renuncià)[7]
- Pasquale Quaremba † (10 de març de 1947 - 20 de juny de 1956 nomenat bisbe de Gallipoli)
- Secondo Tagliabue † (25 de gener de 1957 - 22 d'agost de 1970 renuncià)
- Dino Tomassini † (23 d'agost de 1970 - 12 de desembre de 1974 nomenat bisbe d'Assís)
- Vincenzo Franco (12 de desembre de 1974 - 8 de setembre de 1976 nomenat bisbe de Tursi-Lagonegro)

### Bisbes de Tursi-Lagonegro
- Vincenzo Franco (8 de setembre de 1976 - 27 de gener de 1981 nomenat arquebisbe d'Otranto)
- Gerardo Pierro (26 de juny de 1981 - 28 de febrer de 1987 nomenat bisbe d'Avellino)
- Rocco Talucci (25 de gener de 1988 - 5 de febrer de 2000 nomenat arquebisbe de Bríndisi-Ostuni)
- Francescantonio Nolè, O.F.M.Conv., des del 4 de novembre de 2000

## Estadístiques
A finals del 2010, la diòcesi tenia 124.942 batejats sobre una població de 125.942 persones, equivalent 99,2% del total.
| any  | població | població | població | sacerdots | sacerdots       | sacerdots       | sacerdots             | diaques | religiosos | religiosos | parroquies |
| ---- | -------- | -------- | -------- | --------- | --------------- | --------------- | --------------------- | ------- | ---------- | ---------- | ---------- |
| any  | batejats | total    | %        | total     | clergat secular | clergat regular | batejats por sacerdot | diaques | homes      | dones      |            |
| 1959 | 118.000  | 118.800  | 99,3     | 76        | 71              | 5               | 1.552                 |         | 5          | 84         | 59         |
| 1969 | 115.148  | 117.498  | 98,0     | 56        | 56              |                 | 2.056                 |         |            | 88         | 54         |
| 1980 | 127.900  | 137.000  | 93,4     | 89        | 72              | 17              | 1.437                 |         | 17         | 110        | 65         |
| 1988 | 133.116  | 134.099  | 99,3     | 97        | 73              | 24              | 1.372                 | 1       | 25         | 136        | 71         |
| 1999 | 131.665  | 132.565  | 99,3     | 89        | 69              | 20              | 1.479                 |         | 21         | 100        | 71         |
| 2000 | 131.500  | 132.500  | 99,2     | 92        | 72              | 20              | 1.429                 |         | 21         | 95         | 71         |
| 2001 | 131.500  | 132.500  | 99,2     | 89        | 70              | 19              | 1.477                 | 3       | 21         | 90         | 71         |
| 2002 | 131.500  | 132.500  | 99,2     | 88        | 72              | 16              | 1.494                 | 3       | 18         | 90         | 71         |
| 2003 | 131.500  | 132.500  | 99,2     | 80        | 66              | 14              | 1.643                 | 3       | 16         | 88         | 71         |
| 2004 | 131.500  | 132.500  | 99,2     | 79        | 67              | 12              | 1.664                 | 5       | 14         | 87         | 72         |
| 2010 | 124.942  | 125.942  | 99,2     | 80        | 67              | 13              | 1.561                 | 7       | 14         | 64         | 81         |